# Ilova

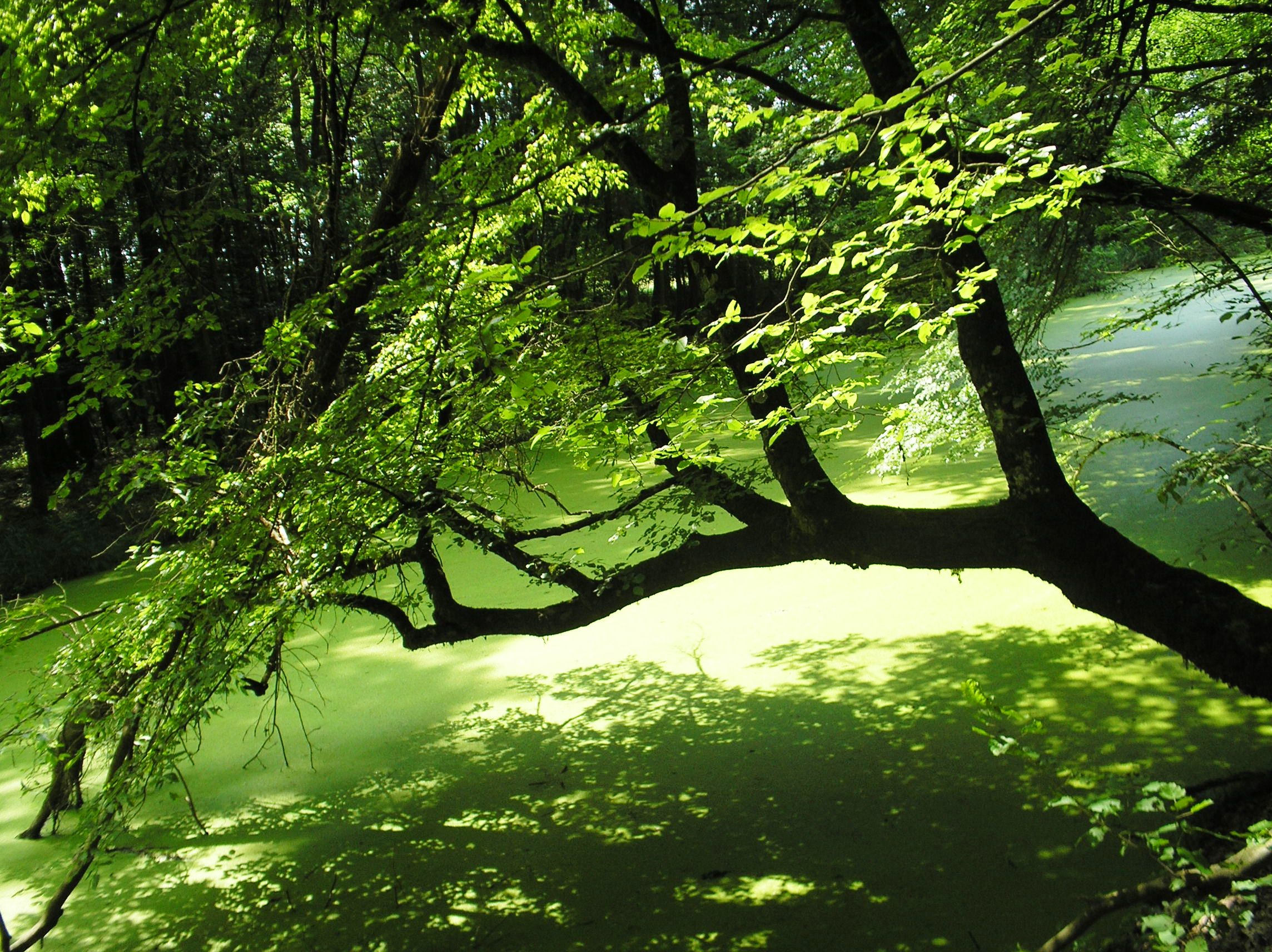
Ilovski Lug

Ilova je řeka v Chorvatsku. Je dlouhá 104,6 km a prochází Bjelovarsko-bilogorskou, Požežsko-slavonskou a Sisacko-moslavinskou župou. Pramení v blízkosti vesnice Mali Miletinac u města Grubišno Polje a ústí do řeky Lonji. Při jejím toku se nacházejí dvě velké skupiny rybníků, dohromady zahrnujících plochu 18,35 km², řeka je tudíž využívána především pro rybolov. Kolem řeky se rozkládají lesy dubů letních, do nichž patří např. Ilovski Lug. Řeka též slouží k zásobování Moslaviny pitnou vodou.

## Sídla ležící u břehu řeky
Mali Miletinac, Dijakovac, Turčević Polje, Veliki Miletinac, Munije, Maslenjača, Rastovac, Ivanovo Selo, Donja Rašenica, Otkopi, Veliki Zdenci, Stražanac, Ilovski Klokočevac, Tomašica, Kajgana, Garešnica, Ciglenica, Kaniška Iva, Ribnjaci, Zbjegovača, Ilova

## Přítoky
Nejvýznamnějším přítokem Ilovy je levostranná řeka Toplica.